# Viktorie Špidlová

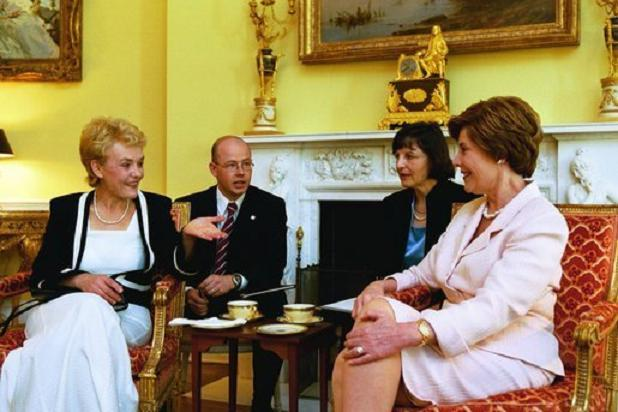
Viktorie Špidlová (zcela vlevo) s Laurou Bushovou (rok 2003)

Viktorie Špidlová, rozená Hanzalová, (* 13. března 1951 Třeboň) je manželka bývalého premiéra České republiky Vladimíra Špidly a knihovnice.

## Životopis

### Osobní život
Viktorie Špidlová pochází z Třeboně. Její otec Antonín Hanzal (1909–1989) byl katolický duchovní. Koncem 2. světové války ho přeložili z Benešova do Třeboně. Zde při jedné bohoslužbě v Kostele svatého Jiljí si všiml dívky Jany Poláčkové (1921–2006), která zpívala na kúru.
Viktorie Špidlová je podruhé vdaná. Z prvního manželství měla 2 děti, její syn Lukáš Polák vystudoval Akademii múzických umění. Podruhé se provdala za Vladimíra Špidlu, který měl rovněž 2 potomky z předchozího vztahu. Společné děti už neměli.
Než se stal Vladimír Špidla premiérem, bydleli v malém panelovém bytě 1+1 v Jindřichově Hradci. Po jmenování premiérem se přestěhovali do Kramářovy vily, kde měli k dispozici byt 5+1 i reprezentační prostory.

### Vzdělání a kariéra
Vystudovala Střední knihovnickou školu v Praze. Pracovala v knihovně v Jindřichově Hradci jako knihovnice hudebního oddělení, které vedla. Nyní pracuje v knihovně Akademie věd České republiky.

## Zajímavé informace
- Je členkou Českého PEN klubu, patronkou Občanského sdružení AUTISTIK a čestnou prezidentkou Českého červeného kříže.
- Dne 19. září 2003 svědčila se svým manželem na svatebním obřadu tehdejší mluvčí vlády Anně Stárkové, který se konal v Břevnovském klášteře v Praze.
- V roce 1990 byla vedoucí Studia P, ODPM v Jindřichově Hradci (amatérské divadlo).